# 薬祖神社
薬祖神社（やくそじんじゃ）は、大阪府堺市堺区にある菅原神社の摂社。日本最古の薬祖神社といわれ、近年は癌封じの神として信仰を集める。
毎年11月23日にかけて行われる「薬祖祭」には、青竹酒神事（かっぽうざけしんじ）がおこなわれる。

## 祭神
- 少彦名命（すくなひこなのみこと）
- 神農大神（しんのうのおおかみ）

## 歴史
- 応永4年（1397年） - 明に遣明使を派遣した折に、神農の神像を得て堺の薬種商にさずけられ、神明町に薬祖神社として奉斎した。
- 享保6年（1721年） - 堺に薬種会所が設けられ、少彦名命を配祀し、商売繁盛・無病息災を祈願した。
- 文久2年（1862年） - 神明町より宿屋町に遷座された。
- 明治40年（1907年） - 菅原神社に合祀され、摂社として祀られる。
- 昭和20年（1945年） - 空襲で焼失。
- 昭和30年（1955年） - 本殿・拝殿が再建[1]。